# Гретцлер, Даглас
Даглас Эдвард Гретцлер (англ. Douglas Edward Gretzler; 21 мая 1951, Бронкс, штат Нью-Йорк — 3 июня 1998, тюрьма Arizona State Prison, штат Аризона, США) — американский серийный убийца, который совместно с сообщником Уилли Лютером Стилменом совершил серию убийств в течение нескольких месяцев 1973 года на территории штатов Калифорния и Аризона. Всего Гретцлер и Стилмен признались в совершении семнадцати убийств, но были осуждены за совершение одиннадцати и приговорены к смертной казни. 3 июня 1998 года Даглас Гретцлер был казнен посредством смертельной инъекции на территории штата Аризона.

## Биография Дагласа Гретцлера
Даглас Эдвард Гретцлер родился 21 мая 1951 года на территории боро Бронкс, (штат Нью-Йорк). Он был вторым ребенком в семье из четырёх детей. В начале 1950-х его семья переехала в один из пригородов Нью-Йорка, в город Истчестер. Родители Гретцлера вели законопослушный образ жизни, не имели проблем с законом и вредных привычек, отрицательно влияющих на благосостояние семьи. В 1960-х отец Дагласа Нортон Гретцлер занимал должность президента школьного округа в Истчестере.
Тем не менее Даглас, его братья и сёстры росли в социально-неблагополучной обстановке, так как их отец придерживался авторитарного стиля воспитания детей и периодически подвергал их агрессии. В начале 1960-х Даглас стал демонстрировать признаки психического расстройства. В 1964 году в ходе медицинского освидетельствования ему был поставлен диагноз тревожное расстройство вкупе с депрессией. Тяжелой психотравмирующей ситуацией для Дагласа и членов его семьи стало самоубийство его старшего брата Марка, который застрелился из пистолета в августе 1966 года по неустановленным причинам.
После самоубийства брата Даглас стал принимать наркотические вещества, такие как мескалин и ЛСД, вследствие чего его отношения с отцом ухудшились и он вступил с ним в конфликт. Гретцлер посещал школу Tuckahoe High School, которую окончил в 1969 году. В школьные годы Даглас Гретцлер входил в школьные команды по американскому футболу, бейсболу и баскетболу, однако выдающихся результатов в этих видах спорта он не достиг. Он не был популярен в школе, но большинство его друзей и знакомых того времени отзывались о нем крайне положительно. После окончания школы Гретцлер не стал продолжать образование. Он освоил профессию автомеханика и некоторое время работал в одном из автосервисов. В 1970-м году Гретцлер покинул штат Нью-Йорк и переехал на территорию штата Флорида, где познакомился с девушкой по имени Джуди, которая вскоре стала его женой и родила ему дочь.
После женитьбы и рождения ребенка Гретцлер вернулся в штат Нью-Йорк. Он нашел жилье в Бронксе, однако имел проблемы с трудоустройством, благодаря чему стал испытывать материальные трудности и начал вести маргинальный образ жизни. В этот период он несколько раз подвергался арестам за превышение установленной скорости движения транспортного средства и аресту за бродяжничество, но в совершении преступлений, связанных с насилием, замечен не был. В декабре 1972 года Даглас Гретцлер из-за материальных трудностей принял решение бросить семью и начать вести бродяжнический образ жизни, после чего, не сообщив ни слова о своих намерениях своей жене, он покинул Нью-Йорк. Он отправился в город Каспер, (штат Вайоминг), а затем переехал Денвер (штат Колорадо), где познакомился с Уилли Стилменом и его сестрой. Гретцлер и Стилмен демонстрировали идентичную страсть к патологическим удовольствиям, а также стремление и страсть к приобретению и обладанию материальных благ.  Они анализировали методы совершения преступлений, не будучи арестованными, вследствие чего вскоре стали близкими друзьями и стали проживать вместе.

## Биография Уиили Стилмена
Уилли Лютер Стилмен родился 21 марта 1945 года на территории округа Сан-Хоакин. Вскоре после рождения Уилли его отец умер, после чего его мать вышла замуж за другого человека.  Детство и юность Стилмен провел в городе Лодай, где он посещал школу Lodi High School. В школьные годы Стилмен в силу своей интровертности был мало популярен в школе и носил статус социального изгоя, но не подвергался нападкам других учеников. В 1965 году, незадолго до окончания школы, он был осужден за изготовление поддельных документов и вовлечение несовершеннолетнего в совершение преступления. Во время отбытия уголовного наказания Уилли Стилмен совершил попытку самоубийства, вследствие чего был этапирован в психиатрическую клинику Stockton State Hospital, где он провел несколько месяцев в 1966 году. В 1968 году Стилмен получил условно-досрочное освобождение и вышел на свободу. Он вернулся в Лодай, где вскоре познакомился со старшеклассницей Дениз Макелл, на которой он женился через несколько месяцев после знакомства. После женитьбы Стилмен имел проблемы с трудоустройством, вследствие чего сменил множество профессий, стал испытывать материальные трудности и увлекаться наркотическими средствами, такими как героин. В начале 1970-х Уилли Стилмен впал в тяжелую наркозависимость, в результате чего в августе 1973 года он бросил жену и начал вести бродяжнический образ жизни.

## Серия убийств
11 октября 1973 года Гретцлер, Стилмен и его девушка покинули Денвер и отправились в Финикс, (штат Аризона). По пути в Финикс они остановились на ночлег в небольшом городе Глоб, где совершили вооруженное ограбление загорающей пары. Позже в тот же день они подобрали автостопщика, которого отвезли на окраину города, где угрожая убийством, привязали его к дереву и ограбили, присвоив его одежду, кольцо и двадцать долларов. 15 октября Гретцлер, Стилмен и его девушка прибыли в Финикс, где заложили кольцо в ломбард и похитили у одной из женщин двадцать долларов.
В Финиксе Стилмен встретился со своими знакомыми Кеном Унрейном и Майком Адсхейдом, которые указали ему место жительства двух его друзей Боба Роббинса и Яфаха Хакоэна, которые проживали в трейлере, расположенном на территории одного из трейлерных парков на окраине города. Все четверо посетили трейлер Роббинса и Хакоэна, где они занимались совместным употреблением алкогольных напитков и наркотических веществ. На следующий день Гретцлер и Стилмен похитили фургон Кена Унрейна, после чего угрожая оружием ему и Майку Адсхейду взяли их в заложники и покинули Финикс. Преступники поехали в округ Станислаус (штат Калифорния), где 17 октября того же года они избили Унрейна и Адсхейда, после чего зарезали. Тела убитых Даглас Гретцлер и Уилли Стилмен сбросили в лесистой местности, после чего избавились от их фургона и начали передвигаться автостопом. 20 октября 1973 года они остановили автомобиль молодой пары недалеко от города Петалума (штат Калифорния), после чего, угрожая оружием, захватили контроль над управлением автомобилем и подавили сопротивление жертв. Вскоре Стилмен совершил изнасилование девушки, но в конце концов обоих заложников преступники отпустили, не причинив тяжкого вреда их здоровья, после чего совершили угон другого автомобиля.
Обеспокоенные тем, что Боб Роббинс и Яфах Хакоэн в конечном итоге свяжут их с исчезновением Кена Унрейна и Майка Адсхэйда, Гретцлер и Стилман приняли решение вернуться в Финикс и совершить их убийство. По дороге в Финикс они подобрали автостопщика по имени Стив Лоурен, который вместе с ними впоследствии достиг Финикса и оказался в трейлере Роббинса и Хакоэна. На следующий вечер после прибытия Гретцлер и Стилмен убили Лоурена в лесистой местности, после чего вернулись в трейлер, где 25 октября, во время отсутствия Хакоэна, задушили Боба Роббинса и вывезли его труп. После того, как Яфах Хакоэн вернулась домой с работы, Стилмен и Гретцлер убили ее. После совершения убийств преступники переехали в город Тусон, где они пробыли до 2 ноября. Вечером 2 ноября Гретцлер совместно со Стилменом  автостопом покинули Тусон. Их подобрал Гилберт Сьерра, которого они застрелили через несколько часов в ходе ограбления. Машину убитого преступники бросили на одной из парковок, предварительно уничтожив отпечатки своих пальцев.
3 ноября Гретцлер и Стилман сели в автомобиль Винсента Армстронга. В ходе поездки Даглас Гретцлер начал угрожать оружием Армстронгу, но тот оказал яростное сопротивление убийцам, благодаря чему смог выпрыгнуть из автомобиля во время движения. Винсенту Армстронгу была оказана медицинская помощь, после чего он обратился в полицию, которая на основании его свидетельств составила фотороботы Гретцлера и Уилли Стилмена.  Его похитители бросили его машину марки Pontiac Firebird на одной из автостоянок в Тусоне, где они заметили Майкла Сандберга, который мыл свой автомобиль марки Datsun. Угрожая оружием, Гретцлер и Стилмен заставили Сандберга отвести их в свой дом, где находилась жена Сандберга — Патрисия. Находясь в доме Сандбергов, Гретцлер перекрасил свои светлые волосы в коричневый цвет и сменил свою одежду на одежду, принадлежавшую Сандбергу.  Они связали заложников и заткнули им рот кляпом, после чего ночью Гретцлер застрелил Майкла Сандберга выстрелом в голову, прикрыв его голову подушкой, после чего застрелил Патрицию Сандберг. Уилли Стилмен взял пистолет и произвел еще один выстрел в ее тело, чтобы убедиться, что она мертва. Уничтожив улики, изобличающие их в совершении убийств, они похитили из дома Санюберга кредитные карты, фотоаппарат и другие предметы, представляющие материальную ценность, после чего покинули дом на автомобиле Майкла Сандберга. Гретцлер и Стилмен встретились с несколькими знакомыми для совместной поездки в Калифорнию, но в конечном итоге с ними согласился ехать только Дональд Скотт.  Скотт доехал до города Пайн-Вэлли (штат Калифорния), после чего покинул Гретцлера и Стилмена, которые не стали причинять вред его здоровью. 6 ноября преступники явились в родной город Уилли Стилмена — Лодай, где они вскоре совершили взлом и проникновение на территорию дома местного предпринимателя Уолтера Паркина. В доме Паркина находилось еще восемь человек, включая двух детей. После того как Паркин открыл по требованию преступников свой сейф, из которого Гретцлер и Стилмен похитили около 4000 долларов, Даглас Гретцлер застрелил 33-летнего Уолтера Паркина, его жену 31-летнюю Джоан Паркин, Ричарда Эрла и его жену Ванду, которые являлись соседями Паркина, а также детей Эрлов — 15-летнего Рики и 18-летнюю Дебби и 20-летнего Марка Лэнга, который был женихом дочери Ричарда Эрла. После этого Гретцлер и Стилмен поднялись на второй этаж дома, где находилась спальня детей, где они позже застрелили 9-летнего сына и 11-летнюю дочь Паркина с целью избавления от свидетелей.

## Арест
В ходе расследования убийств Уолтера Паркина, членов его семьи и друзей, полицией было найдено несколько свидетелей, который описали внешность преступников и заявили о том, что преступники передвигались на автомобиле с регистрационными знаками штата Аризона, благодаря чему представители Департамента полиции штата Калифорния связались с представителями Департамента полиции штата Аризона, которые установили, что автомобиль с таким регистрационным номером принадлежит убитому Майклу Сандбергу и в последний раз был замечен в Финиксе. Вскоре в полицию позвонил Дональд Скотт, который заявил, что к убийствам могут иметь причастность его знакомые — Гретцлер и Стилмен, благодаря чему они были объявлены в розыск, а их фотографии были опубликованы в газете «The Sacramento Union». 8 ноября 1973 года житель пригорода Сакраменто опознал Дагласа Гретцлера и Уилли Стилмена и проследил за их автомобилем до одного из отелей, после чего позвонил в полицию. До момента прибытия полиции Уилли Стилмен покинул отель и отправился в один из многоквартирных домов, где он на тот момент проживал в арендованной квартире вместе со своей девушкой. Позже в тот же день Гретцлер был арестован  в ходе полицейской операции сотрудниками полиции, вооруженной дробовиками. Сопротивления при аресте он не оказал. Перед арестом Стилмена полиция установила, что он, будучи в квартире, прослушивал эфир одной из радиостанций, транслирующей музыку в жанре рок. Полиция позвонила на радиостанцию и передала сообщение, адресованное Стилмену с требованием добровольно сдаться представителям власти. Уилли Стилмен прослушал сообщение, но отказался сдаться, вследствие чего его арест произошел с применением гранат со слезоточивым газом, после чего Стилмен и его девушка 19-летняя Энн Кашула были арестованы. В отеле и квартире, где скрывались преступники, полицией в ходе обыска были обнаружены пистолеты, патроны, а также ряд других улик, изобличающих их в совершении убийств. 

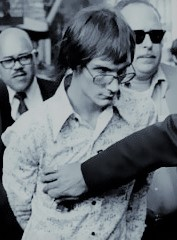
Арест Дагласа Гретцлера

После ареста Даглас Гретцлер и Уилли Стилмен признались в совершении убийств и дали подробные показания по каждому эпизоду. Гретцлер и Стилмен указали полиции местонахождение тел своих первых жертв Кена Унрейна и Майка Адсхейда, в причастности к исчезновению которых они изначально не подозревались следствием. Таким образом к 14 ноября 1973 года преступники признались в совершении 17 убийств. 
Изучив маршрут передвижения преступников, следствие подозревало Дагласа Гретцлера и Уилли Стилмена в совершении еще нескольких убийств. Так их подозревали в совершении убийства пожилой пары на территории города Чико (штат Калифорния). Полиция Чико  допрашивала Гретцлера на предмет его причастности к совершению убийству этой пары, чья машина была угнана и впоследствии обнаружена брошенной на одной из улиц Нью-Йорка, но Стилмен и Гретцлер отказались признать свою причастность. В это время они дали показания еще по двум эпизодам. Согласно показаниям Стилмена, в середине октября 1973 года, после прибытия в Финикс, он встретился со своим знакомым по прозвищу «Проповедник», который являлся наркодирером. Он попросил Стилмена помочь урегулировать конфликт с членами конкурирующей уличной бандой в войне за передел сфер влияния в Финиксе, на что Уилли Стилмен ответил согласием. Стилмен заявил, что по заказу «Проповедника» совершил заказное убийство человека, но вскоре «Проповедник» и его брат сами были убиты. Показания Силмена были подвергнуты сомнению и впоследствии были признаны недостоверными. В конечном итоге было объявлено, что первоначально Дагласа Гретцлера и Уилли Стилмена будут судить в округе Сан-Хоакин, где им было предъявлено обвинение в девяти убийствах, после чего окружной прокурор округа Сан-Хоакин заявил, что преступники после осуждения будут экстрадированы на территорию штата Аризона, где им будут предъявлены новые обвинения и где они будут повторно осуждены.

## Суд
Суд над Дагласом Гретцлером и Уилли Стилменом начался в начале 1974 года. В июне 1974 года Гретцлер признал себя виновным по всем пунктам обвинения, в то время как Стилмен отказался признать свою вину. Уилли Стилмен был признан виновным  вердиктом жюри присяжных заседателей, на основании чего 8 июля 1974 года суд приговорил Дагласа Гретцлера и Уилли Стилмена к уголовному наказанию в виде пожизненного лишения свободы в связи с действием на тот момент в штате Калифорния моратория на применение смертной казни в качестве уголовного наказания. Во время оглашения приговора они не проявили эмоций и заявили о том, что совершили массовое убийство в целях устранения свидетелей.
После осуждения, в начале 1975 года, они были экстрадированы на территорию штата Аризона, где они были признаны виновными в убийстве Майкла и Патрисии Сандберг, после чего 15 ноября 1976 года суд приговорил их к смертной казни. Несмотря на признательные показания в совершении еще 5 убийств, впоследствии им не было предъявлено обвинений в других убийствах, на основании того, что они уже были приговорены к смертной казни.

## Казнь
Все последующие годы жизни Даглас Гретцлер провел в камере смертников тюрьмы «Arizona State Prison», расположенной в городе Флоренс. Более двух десятилетий, которые он провел в заключении, Гретцлер подавал апелляции на отмену смертного приговора и назначение нового судебного разбирательства, настаивая на том, что смягчающими обстоятельствами совершения преступлений являлись его наркотическая зависимость и состояние психического здоровья, но все его апелляции были отклонены. В ожидании исполнения смертного приговора Гретцлер раскаялся в содеянном и несколько лет писал письма родственникам своих жертв с просьбой о прощении. В 1992 году его в тюрьме навестил Джек Эрл, племянник одной из его жертв Ричарда Эрла. Гретцлер во время встречи с Эрлом рассказал о том, как развивались события осенью 1973 года, выразил раскаяние в содеянном и заявил, что чувствует стыд перед ним и обществом. 
Даглас Эдвард Гретцлер был казнен днем 3 июня 1998 года посредством смертельной инъекции в присутствии 35 свидетелей казни, среди которых находились родственники его жертв, девять фотокорресподентов, его сестра и ряд близких друзей. Его последняя трапеза включала блюдо из шести жареных яиц, бекон, тостовый хлеб, чашку кофе и две банки колы. Перед началом казни он попросил прощения у родственников жертв. В качестве последнего слова он заявил следующее: «От всей души мне очень жаль и я много лет сожалею об убийстве Майкла и Патрисии Сандберг. Хотя меня казнят за это преступление, я приношу свои извинения всем 17 жертвам и их семьям» (англ. «From the bottom of my soul, I’m so deeply sorry and have been for years for murdering Michael and Patricia Sandberg. Though I am being executed for that crime, I apologize to all 17 victims and their families.»). После чего обратился на румынском языке к своей сестре, заявив, что любит ее и своих внучек, которые родила ему его дочь. 47-летний Гретцлер находился в камере смертников в ожидании исполнения смертного приговора дольше, чем любой другой заключенный в истории штата Аризоны. Его сообщник Уилли Лютер Стилмен также дожидался исполнения смертного приговора в тюрьме Arizona State Prison. В начале 1980-х у него начались проблемы со здоровьем. У него был диагностирован цирроз печени, от осложнений которого он умер в 1987 году, находясь в тюремном госпитале.